# 欧黑麦草
欧黑麦草（学名：Lolium persicum）为禾本科黑麦草属下的一个种。

## 扩展阅读
- 維基物種上的相關：欧黑麦草